# Victor Emery (Bobfahrer)
Victor („Vic“) Emery (* 28. Juni 1933 in Montreal) ist ein ehemaliger kanadischer Bobpilot. Er war in den 1960er Jahren aktiv und wurde je einmal Olympiasieger und Weltmeister im Viererbob. Sein älterer Bruder John Emery war ebenfalls Bobfahrer.

## Karriere
1956 unterbrach Emery seinen Skiurlaub in der Schweiz, um als Zuschauer die Olympischen Spiele in Cortina d’Ampezzo mitzuverfolgen. Er war von den Bobrennen so begeistert, dass er diesen Sport selbst ausüben wollte. Im darauf folgenden Jahr gründete er zusammen mit seinem Bruder John die Laurentian Bobsleigh Association. 1959 nahmen die Emerys erstmals an Weltmeisterschaften teil, wobei der italienische Bobfahrer Eugenio Monti als ihr Mentor auftrat. Die Trainingsbedingungen waren äußerst ungünstig: Das Canadian Olympic Committee verweigerte jegliche Unterstützung, so dass die Kanadier das Anschieben in Sporthallen üben mussten und auf der Bobbahn in Lake Placid nur selten die Gelegenheit zu Trainingsläufen erhielten.
Vor den Olympischen Winterspielen 1964 galten die Österreicher und Italiener als haushohe Favoriten. Das kanadische Viererbobteam, bestehend aus den Emery-Brüdern, Peter Kirby und Douglas Anakin, konnte nur viermal auf der Olympia-Bobbahn Igls trainieren, im Gegensatz zu zahlreichen Konkurrenten, die schon Wochen vorher angereist waren. Völlig überraschend unterboten die Kanadier im ersten Lauf den Bahnrekord, behaupteten sich bis zum Schluss an der Spitze und gewannen die Goldmedaille. Emerys Erfolgsrezept war, dass er bei seinen Anschiebern weniger Wert auf ihr Gewicht, sondern auf ihre athletischen Fähigkeiten gelegt hatte. Bis dahin war es üblich gewesen, die nötige Geschwindigkeit durch möglichst viel Masse zu erreichen; Emery hingegen setzte auf einen schnellen Start und trug damit wesentlich zur Entwicklung des modernen Bobsports bei. Zusammen mit Kirby wurde er im Zweierbob Vierter.
John Emery und Douglas Anakin verließen das Team und wurden durch Gerald Presley und Michael Young ersetzt. Bei der Weltmeisterschaft 1965 in St. Moritz war der kanadische Vierer erneut der Schnellste. Darüber hinaus gewannen Emery und Young die Bronzemedaille im Zweierbob.
Emery hatte an der University of Western Ontario und an der Harvard University studiert, wo er als MBA abschloss. Nach Ende seiner Sportkarriere arbeitete er als Hotelmanager und ließ sich in der britischen Hauptstadt London nieder. Nebenbei kommentierte er ab 1976 für das kanadische Fernsehen die olympischen Bobrennen.